# NGC 6150
NGC 6150 (другие обозначения — NGC 6150A, MCG 7-34-29, ZWG 224.22, PGC 58105) — галактика в созвездии Геркулес.
Этот объект занесён в новый общий каталог несколько раз, с обозначениями NGC 6150, NGC 6150A.
Этот объект входит в число перечисленных в оригинальной редакции «Нового общего каталога».